# Bazar Bonne-Nouvelle
Pour les articles homonymes, voir Bonne-Nouvelle.
Le Bazar Bonne-Nouvelle est un ancien magasin parisien, fondé en 1836 par le négociant André-Martin Labbé. Il ne rouvrit pas après l'incendie de 1930. Il se trouvait à l'emplacement de l'actuelle Poste sise 18-20 boulevard de Bonne-Nouvelle à Paris.

## Histoire
Fondé en avril 1838 par le négociant en fers André-Martin Labbé, le Bazar Bonne-Nouvelle a été dessiné par les architectes Joseph-Antoine Froelicher et Jean-Louis Victor Grisart. Il était situé au 20, boulevard Bonne-Nouvelle à Paris (sur cinq niveaux). Son plan d'affaires, avec 3 versions publiées en 1835, est l'un des plus anciens conservé dans les archives françaises, et contient des comptes prévisionnels d'une grande ambition que ne permit pas la réalité des affaires ensuite.
Il a été repris en 1842 par le financier Eugène Sala qui le dirigea jusqu'en 1851. Le Prince Torlonia le racheta ensuite pour le transformer vers 1863 en un grand magasin intitulé "À la Ménagère" destiné principalement aux femmes jusqu'en 1899, où il s'est transformé en un magasin central des « Nouvelles Galeries ». En 1848 il accueillit les révolutionnaires de février et les associations féministes.
Le bâtiment a brûlé trois fois. Il est détruit partiellement par le feu le 14 juillet 1849, puis totalement en 1899 ce qui entraine sa reconstruction, et une troisième fois le 12 juillet 1930, causant cette fois la fermeture définitive du Bazar. À son emplacement, une grande agence de la poste a été réalisée en 1953 par les architectes Joseph Bukiet et André Gutton. D'une superficie de 37 000 m2, l'ensemble fait l'objet en 2024-25 d'une profonde transformation et rénovation.
Ce bazar fut très important dans l'histoire des grands magasins car il combinait un marché de comestibles au sous-sol, un bazar d'ustensiles de maisons au rez-de-chaussée, environ 300 boutiques en location au total, un grand café-estaminet (le café de France) au premier étage, des salles de spectacles (théâtre, cirque) et des salons de réunion au deuxième étage ainsi qu'une galerie de peinture qui était très célèbre à l'époque. On l'appelait le « Palais Bonne-Nouvelle ». Une morale très rigoriste présidait au règlement intérieur de ce bâtiment qui accueillait petits bourgeois et gens de la noblesse. Des loteries pour gagner des tableaux de maîtres attiraient les passants des grands boulevards. Ses spectacles de magie et de « panoramas » étaient fort courus à l'époque. Un restaurant permettait aux clientes de passer la journée sur place. Des comptables étaient à la disposition des locataires pour établir des relations d'affaires. Cet établissement est aussi à l'origine du concept de "centre d'affaires" bien longtemps avant que les Américains ou les Anglais n'y songent sérieusement. Il est même l'ancêtre des "maisons de la culture" que lancera bien plus tard le ministre Malraux.
Le fondateur André-Martin Labbé n'ayant rencontré que peu d'intérêt du côté des économistes libéraux du temps, il se tourna vers les revues d'architecture où il publia ses idées très novatrices en matière d'aménagement commercial de la ville. Sa lutte avec le financier Sala se termina par un accord amiable, avant que l'investisseur italien Torlonia ne fasse une bonne affaire en rachetant aux enchères cet établissement lucratif. Il constitue pour nous aujourd'hui, le "chaînon manquant" entre la boutique traditionnelle et le grand magasin des temps modernes. Il est aussi une étape importante dans l'histoire des business plans, entre le fondateur Prudent Le Choyselat (1569) et Jean-Gustave Courcelle-Seneuil (1855).

## Évocations
- Honoré de Balzac parle du Bazar Bonne-Nouvelle dans son Traité de la vie élégante, Physiologie du rentier de Paris, Physiologie de l'employé, Les boulevards de Paris, (1846).
- Dans La Vie parisienne de Jacques Offenbach, Henri Meilhac et Ludovic Halévy font découvrir le Bazar Bonne-Nouvelle au baron de Gondremarck, Suédois en visite à Paris. Alors qu'il voulait visiter le Musée d'artillerie, son hôte l'a emmené, par ignorance, au Bazar Bonne-Nouvelle. En sortant, le baron déclare : « Eh bien, je m’en faisais une tout autre idée… J’y ai trouvé beaucoup de batteries de cuisine, mais pas une d’artillerie ! »[1].
- Paul Féval évoque le bazar Bonne-Nouvelle comme lieu de rendez-vous secret entre le Docteur Coriolan Fandango et sa femme Elvire, dans La Fabrique de crimes (1866).